# Portugiesische Badmintonmeisterschaft 1958
Die Portugiesische Badmintonmeisterschaft 1958 fand in Lissabon statt. Es war die dritte Austragung der nationalen Titelkämpfe in Portugal.

## Titelträger
| Disziplin    | Sieger                       |
| ------------ | ---------------------------- |
| Herreneinzel | Ramiro Correia               |
| Dameneinzel  | Lezita Chaves                |
| Herrendoppel | Ramiro Correia Pinto Alves   |
| Damendoppel  | nicht ausgetragen            |
| Mixed        | Orlando Coelmo Lezita Chaves |